# African MMA League
Pour les articles homonymes, voir AML.
 (mai 2024).
L'African MMA League (AML) est une organisation africaine d'arts martiaux mixtes (MMA) qui réunit les combattants de MMA de la région ouest-africaine. Les compétitions se déroulent au Centre culturel et sportif ivoiro-coréen Alassane-Ouattara de Cocody, à Abidjan, en Côte d'Ivoire. L’organisation souhaite renforcer la visibilité du MMA sur le continent africain afin de promouvoir les compétences des combattants de la région, de contribuer au développement et à la reconnaissance du MMA en Afrique,,,.

## Introduction
Des centaines de jeunes s’intéressent de plus en plus aux Arts martiaux mixtes (Mma) en Afrique et particulièrement en Côte d’Ivoire depuis les premiers combats du premier championnat professionnel de cette discipline sportive le 21 octobre 2023, à Abidjan.
Porté par la société de promotion américaine Ultimate fighting championship (Ufc), ce sport introduit en terre ivoirienne depuis le 17 janvier 2023, par l’African Mma League et le Collectif des promoteurs de sport de combat-Côte d'Ivoire (Cpsc-CI), connaît un engouement au niveau des jeunes qui décident d’en faire un métier.

## Création
Le Mma est apparu dans les années 90. Ce sport de combat est actuellement l’un des sports qui connaît une croissance la plus rapide au monde. Selon un rapport récent de l’entreprise Sfia, il est le deuxième sport après les courses d’aventure en ce qui concerne la mobilisation du public, enregistrant une hausse de 19,5% depuis 2013. Le Mma a atteint une telle popularité que ses combats attirent plus de l’attention sur les sites de paris sportifs en ligne.
Il est en pleine expansion avec la présence de grands noms comme les Nigerians Kamaru Usman et Israël Adesanya, et le Camerounais Francis Ngannou. Le Mma est à ses débuts en Afrique de l'ouest. C’est pourquoi, Ismaël Bakayoko (président de l’Aml et Cpsc-CI) et son équipe ont lancé son premier championnat afin de le vulgariser.

## Premier championnat
L’Aml a donc organisé son premier championnat en Côte d’ Ivoire le 21 octobre 2023. Un championnat qui a été une vitrine spectaculaire de certains des meilleurs combattants de Mma de tout le continent africain. Ce championnat a encore aiguisé l’appétit de nombreux jeunes.
Ainsi, après la première phase du 21 octobre 2023, les quarts de finale de la première édition se sont disputés le 23 décembre 2023, au Centre sportif, culturel et des Tic ivoiro-coréen Alassane Ouattara. Et ce fut une historique soirée à 3 niveaux. Ces quarts de finale ont enregistré une affluence record avec plus de 2800 personnes présentes dans la salle.
Le combat vedette au cours de cette soirée a opposé le Burkinabè Sankara Abdoul à Fahida Phils de la Côte d’Ivoire (70-75 Kg). Ce combat fut un régal. Pareil pour le choc entre Jean Philippe Djidja et Koné Kassoum (+85 Kg) et Gahoua Junior contre Roger Moassong (+ 85 Kg).
Après la première phase le 21 octobre et les quarts de finale le 23 décembre 2023, l'African Mma League (Aml) remet le couvert avec les demi-finales. Ce sera le 2 mars 2024. Après la première phase et les quarts de finale exceptionnels, Ismaël BAKAYOKO, le promoteur de l'Aml et ses équipes donnent rendez-vous à tous les amateurs de Mma en mars 2024 avec les demi-finales.
Mais avant, la Fight Night du 2 mars, il y aura le premier séminaire de formation niveau 1 et 2 des juges et arbitres le 28 janvier. Puis le cap sera mis sur la conférence de presse d'annonce le 17 février. 24 heures plus tard, il y aura l'acte 2 du séminaire de formation niveau 1 et 2 des juges et arbitres.
La pesée, quant à elle, est prévue le 1er mars 2024, soit un jour avant les demi-finales prévues le samedi 2 mars. Le 4 mars, place sera faite à la conférence de presse bilan de ces demi-finales.
Le grand vainqueur de la première édition de l'Aml repartira avec la somme de 1 500 000 FCfa au soir de la finale, soit 2 400 000 FCfa comme gain cumulé sur toute la compétition. L'heureux élu s'envolera également pour un séjour d'un mois tous frais payés à Las Vegas aux États-Unis.

## Développement de la discipline sportive
L'African Mma League est spécialisée dans la gestion des compétitions et d'activités d'arts martiaux mixtes, en fournissant des environnements sains, sûrs et passionnants où les participants et les gagnants reçoivent des gains, cadeaux, trophées, des médailles et de la reconnaissance.
L'Aml offre à ses fans des matchs des plus divertissants qui soient. Chaque combattant est valorisé sur les plateformes de communication de l'Aml (blog et un site web) qui servent à informer le public des nouvelles tendances, des matchs à venir et des événements, ainsi qu'à suivre l'actualité générale.
La force de l'Aml réside dans son conseil d’administration composé de partenaires internationaux comme : Lee James (entraîneur certififié de l’Ufc), Ismaël Bakayoko (Business Strategy Consultant), Mohamed Dramera (conseiller financier) et Oly la Machine (Champion de Muay-Thai de Côte d’Ivoire).
Ils assurent la direction stratégique de l’organisation en trouvant des opportunités, en fixant des objectifs, en acquérant des ressources, en contrôlant les finances et évaluant les risques.

## Les règlements de la discipline
L'African Mma League valide la victoire ou la défaite de ses combattants en se fondant sur les règlementations internationales des codes d'arbitrage du Unified rules of mixed martial arts auxquelles il faudra se plier pour être autorisé à produire des évènements de Mma. Voici un aperçu de cette règlementation.

## Durée des combats
Les combats hors championnat durent 3 rounds. Les combats de championnat durent 5 rounds. Depuis 2012, le « combat principal » (main event) d'un événement est également en 5 rounds (même s'il n'y a pas de titre en jeu). Les rounds durent 5 minutes. Il y a une période de récupération de 1 minute qui est respectée entre chaque round.

## Fautes
Pour ce qui concerne les fautes, il s’agit, entre autres, d’un coup de pied ou de genou au visage lorsque l'adversaire est au sol (minimum d'un genou au sol) ; Coup de tête ; tenir un œil de quelconque manière ; morsure ; prise de cheveux ; « Fish hooking » (technique qui consiste à déchirer les tissus entourant des orifices (nez, bouche) comme le ferait un hameçon dans la bouche d'un poisson).
Aussi, des coups dans les parties génitales ; mettre un doigt dans un orifice ou une blessure d'un adversaire ; manipulation de petites articulations telles que les doigts ; frapper avec le coude la tête d'un adversaire se trouvant au sol, dans un mouvement de haut en bas (avec la pointe du coude). Ou donner des coups à la gorge ainsi que saisir la trachée.
Dans le critère des fautes, l’athlète est sanctionné lorsqu’il pince, tord ou arrache la chair ; saisit et tire les épaules et la clavicule ; donne des coups dans le bulbe rachidien (à l'arrière de la tête) ; dans le dos (colonne vertébrale) ; envoie un adversaire hors de l'arène ; tient les vêtements de l'adversaire ; crache et adopte un comportement anti-sportif susceptible de causer des blessures à l'adversaire.

## Arbitrage et fautes
L'arbitre juge si la faute est intentionnelle ou répétitive, auquel cas il est habilité à déduire des points de pénalité sur le round en cours. Si la faute entraîne l'impossibilité de continuer le combat, le combattant fautif est disqualifié si la faute est intentionnelle ou le combat est jugé « No-Contest » (comme s'il n'avait pas eu lieu) si elle est involontaire.

## Issue d'un combat
Un combat comporte plusieurs intervenants. Les deux combattants qui s'affrontent ainsi que leurs hommes de coin (entraîneurs, staff technique...), l'arbitre, trois juges habilités à noter le combat et un médecin.
Seuls les combattants et l'arbitre se trouvent dans l'octogone durant le combat. Les hommes de coin et le médecin interviennent entre les rounds. L'arbitre est habilité à stopper temporairement le combat et faire intervenir le médecin.
Les trois juges se tiennent à l'extérieur, de part et d'autre de la surface de combat. Un affrontement peut se terminer avant la fin du temps réglementaire sur décision de l'arbitre ou d'un médecin.
La fin du combat peut alors avoir plusieurs dénominations. Que sont, entre autres, la soumission : l'arbitre intervient et arrête le combat lorsqu'un combattant tape clairement sur le tapis ou sur son adversaire, se soumet verbalement, ou montre des signes évidents de souffrance (en criant).
Aussi, une soumission technique peut être déclarée quand un combattant perd connaissance (étranglement) ou quand il est sur le point de subir une grave blessure alors qu'il est pris dans une technique de soumission (dans une clé par exemple).
Il y a également le Knockout (KO) : l'arbitre intervient et stoppe le combat lorsqu'un combattant est mis dans un état d'inconscience à cause de n'importe quel coup légal ; le KO technique (Tko) : Si l'arbitre décide qu'un combattant ne peut pas continuer le combat, il est déclaré KO technique.

## Il existe trois arrêts de match
Ces arrêts de match sont, entre autres, la disqualification : arrêt du médecin ou de l'arbitre à la suite d'un coup illégal et intentionnel entraînant l'impossibilité de continuer le combat. L'auteur du coup est alors disqualifié.
Il y a un arrêt de l'arbitre : l'arbitre arrête le combat car l'un des combattants n'est plus capable de se défendre. Arrêt du médecin : l'arbitre constate une blessure chez l'un des deux combattants. Il stoppe temporairement le combat et demande l'intervention du médecin pour examiner et évaluer la gravité de la blessure (coupure, vision, fracture...).
Si le médecin donne son accord, le combat reprend. S'il juge que continuer peut s'avérer dangereux pour le combattant, il en informe l'arbitre qui suit son avis et met fin au combat par KO technique. Arrêt du coin : un homme de coin du combattant annonce l'abandon à l'arbitre qui met fin au combat.

## L'African Mma League
Cette organisation compte aujourd'hui 3 catégories de poids masculines et une catégorie de poids féminine. 30 combattants professionnels issus de plusieurs disciplines de combat de corps à corps ont participé au premier championnat dans le seul but de décrocher un des 4 trophées à gagner par catégorie.